# Metoncholaimus uvifer
Metoncholaimus uvifer är en rundmaskart som beskrevs av Christian Wieser 1959. Metoncholaimus uvifer ingår i släktet Metoncholaimus och familjen Oncholaimidae. Inga underarter finns listade i Catalogue of Life.